# Список номинантов на премию «Большая книга» 2016 года
Список номинантов на премию «Большая книга», попавших в длинный список (лонг-лист) премии «Большая книга» в сезоне 2015—2016 года.
Список представлен в следующем виде — Победители, Список финалистов (кроме Победителей), Длинный список (кроме Победителей и Списка финалистов). Для каждого номинанта указано название произведения, а для рукописей — их авторы (по возможности).

## Победители
1. Юзефович Леонид — роман «Зимняя дорога», Первое место
2. Водолазкин Евгений — роман «Авиатор», Второе место, Приз читательских симпатий (третье место)
3. Улицкая Людмила — семейная хроника «Лестница Якова», Третье место, Приз читательских симпатий (первое место)
4. Международная ярмарка интеллектуальной литературы «Non/fiction» — Специальная премия «За вклад в литературу»

## Список финалистов
1. Алешковский Петр — «Крепость»
2. Галина Мария — «Автохтоны», Приз читательских симпатий (второе место)
3. Динец Владимир — «Песни драконов»
4. Иванов Алексей — «Ненастье»
5. Иличевский Александр — «Справа налево»
6. Матвеева Анна — «Завидное чувство Веры Стениной»
7. Солоух Сергей — «Рассказы о животных»
8. Филипенко Саша — «Травля»

## Длинный список
1. Авченко Василий — «Кристалл в прозрачной оправе»
2. Архангельский Александр — «Правило муравчика. Сказка про бога, котов и собак»
3. Аствацатуров Андрей — «Осень в карманах»
4. Беляков Сергей — «Тень Мазепы»
5. Бердичевская Анна — «Крук»
6. Буйда Юрий — «Цейлон»
7. Варламов Алексей — «Шукшин»
8. Данилов Дмитрий — «Есть вещи поважнее футбола»
9. Кантор Максим — «Чертополох»
10. Квирикадзе Ираклий — «Мальчик, идущий за дикой уткой»
11. Кузнецов Сергей — «Калейдоскоп»
12. Минаев Борис — «Мягкая ткань»
13. Никитин Алексей — «Шкиль-Моздиль»
14. Окунь Саша — «Камов и Каминка»
15. Пелевин Виктор — «Смотритель»
16. Прилепин Захар — «Непохожие поэты»
17. Савельев Игорь — «Вверх на малиновом козле»
18. Свинаренко Игорь — «Донбасс до…»
19. Слаповский Алексей — «Гений»
20. Хазин Валерий — «Прямой эфир»
21. Черных Наталия — «Слабые, сильные»
22. Шапко Владимир — «Лаковый «Икарус»
23. Рукопись № 88 — «Тринадцатый апостол. Маяковский: Трагедия-буфф в шести действиях»
24. Рукопись № 91 — «Записки самогонщика»
25. Рукопись № 115 — «Улыбнись навсегда»
26. Рукопись № 135 — «Восстановитель развалин»